# Bernard Fleming
Bernard Fleming (sinh ngày 8 tháng 1 năm 1937) là một cầu thủ bóng đá thi đấu ở vị trí hậu vệ ở Football League cho Grimsby Town, Workington và Chester.